# Rejon Brodnicki
Rejon Brodnicki – jeden z trzech Rejonów w rzymskokatolickiej diecezji toruńskiej. Dziekanem Rejonu jest ks. kanonik Mariusz Stasiak.
W skład Rejonu Brodnickiego wchodzi dziewięć dekanatów:
- dekanat Brodnica
- dekanat Działdowo
- dekanat Golub
- dekanat Górzno
- dekanat Kurzętnik
- dekanat Lidzbark Welski
- dekanat Lubawa
- dekanat Nowe Miasto Lubawskie
- dekanat Rybno Pomorskie